# Verden (Oklahoma)
Verden és un poble dels Estats Units a l'estat d'Oklahoma. Segons el cens del 2000 tenia 659 habitants.

## Demografia
Segons el cens del 2000, Verden tenia 659 habitants, 246 habitatges, i 182 famílies. La densitat de població era de 795,1 habitants per km².
Dels 246 habitatges en un 38,6% hi vivien nens de menys de 18 anys, en un 59,3% hi vivien parelles casades, en un 9,3% dones solteres, i en un 26% no eren unitats familiars. En el 24% dels habitatges hi vivien persones soles el 9,3% de les quals corresponia a persones de 65 anys o més que vivien soles. El nombre mitjà de persones vivint en cada habitatge era de 2,68 i el nombre mitjà de persones que vivien en cada família era de 3,14.
Per edats la població es repartia de la següent manera: un 32% tenia menys de 18 anys, un 6,4% entre 18 i 24, un 29,7% entre 25 i 44, un 19,3% de 45 a 60 i un 12,6% 65 anys o més.
L'edat mediana era de 34 anys. Per cada 100 dones de 18 o més anys hi havia 88,2 homes.
La renda mediana per habitatge era de 23.667 $ i la renda mediana per família de 26.833 $. Els homes tenien una renda mediana de 24.063 $ mentre que les dones 20.469 $. La renda per capita de la població era d'11.617 $. Entorn de l'11,6% de les famílies i el 13,4% de la població estaven per davall del llindar de pobresa.

## Poblacions més properes
El següent diagrama mostra les poblacions més properes.